# پرستشگاه خورشید کونارک
پرستشگاه خورشید کونارک متعلق به سده ۱۳ در اوریسا هند قرار دارد که از عجایب هفتگانه هندوستان به‌شمار می‌آید از مشهورترین پرستشگاه‌های هند است. این بنا در سال ۱۹۸۴ در میراث جهانی یونسکو ثبت گردید.

## سبک معماری
در فاصله ۳ کیلومتری از دریا قرار دارد. این معبد شامل کنده کاری‌ها بسیار و تزئین سنگ هاست.

## نگارخانه

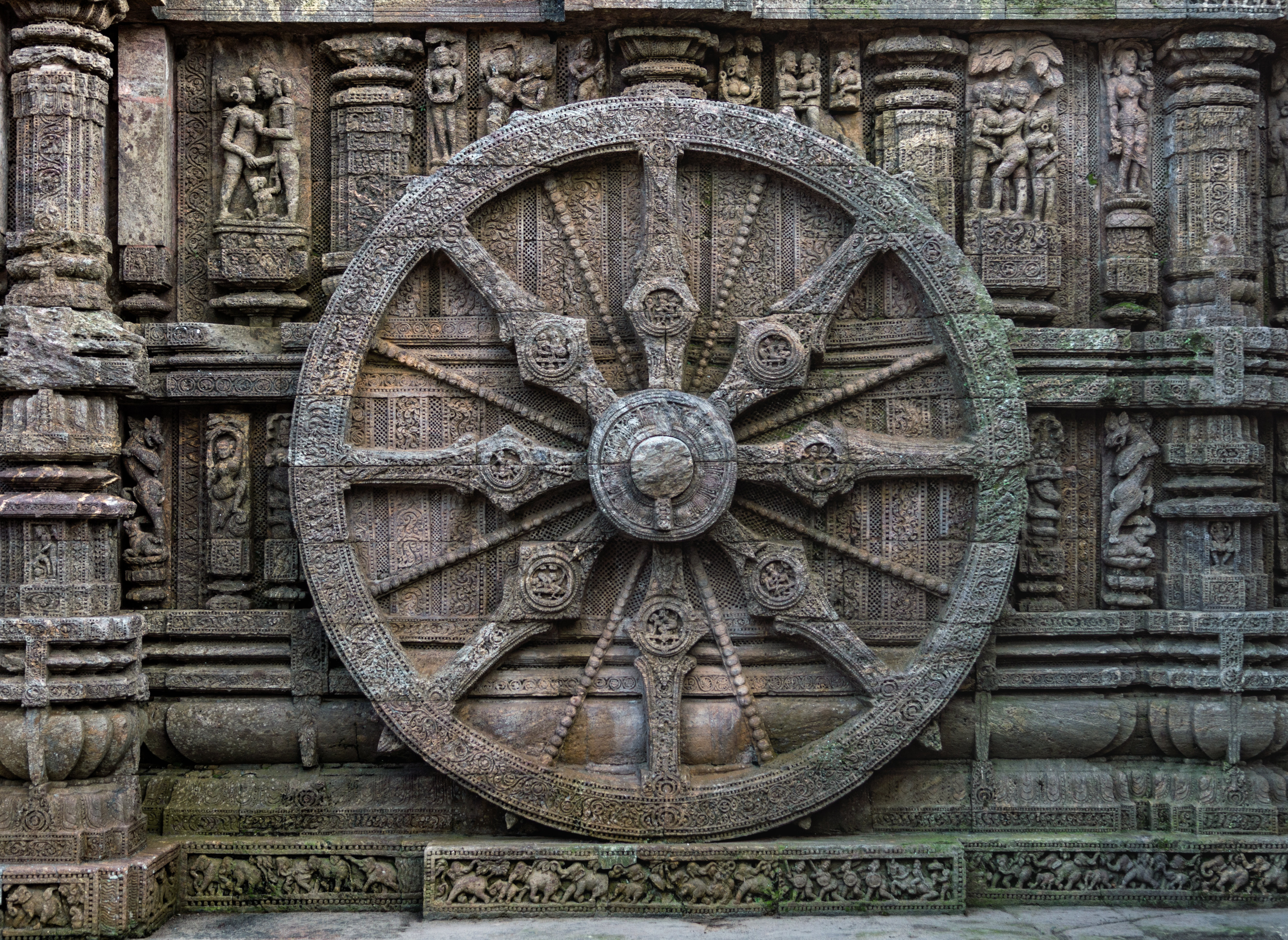
چرخ سنگی که در دیوارهای معبد حکاکی شده‌است. معبد به شکل یک ارابه طراحی شده‌است که شامل ۲۴ چرخ با این شکل است. هر چرخ ۹ فوت و ۹ اینچ قطر و ۸ ستون شعاع‌مانند دارد.
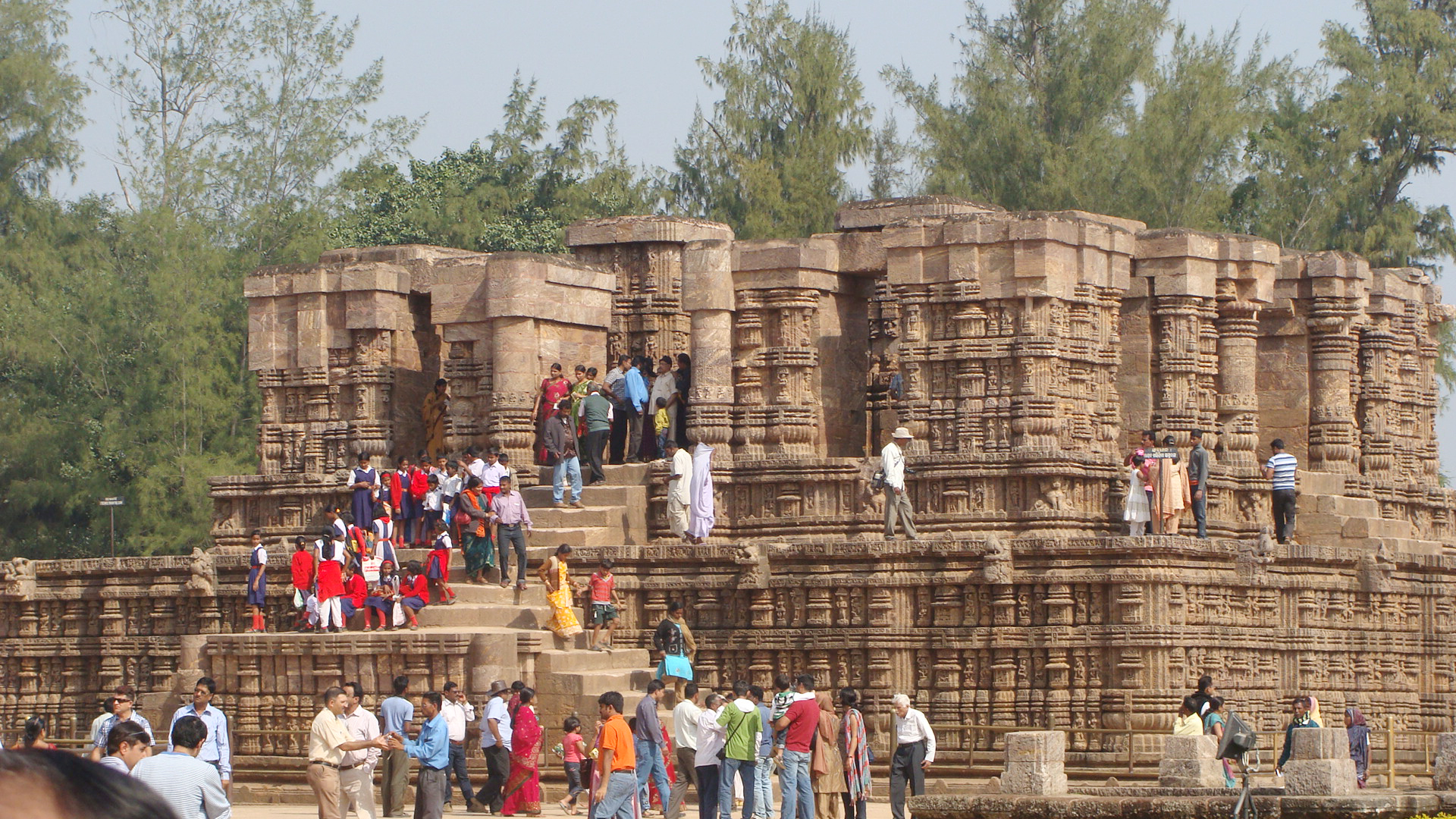
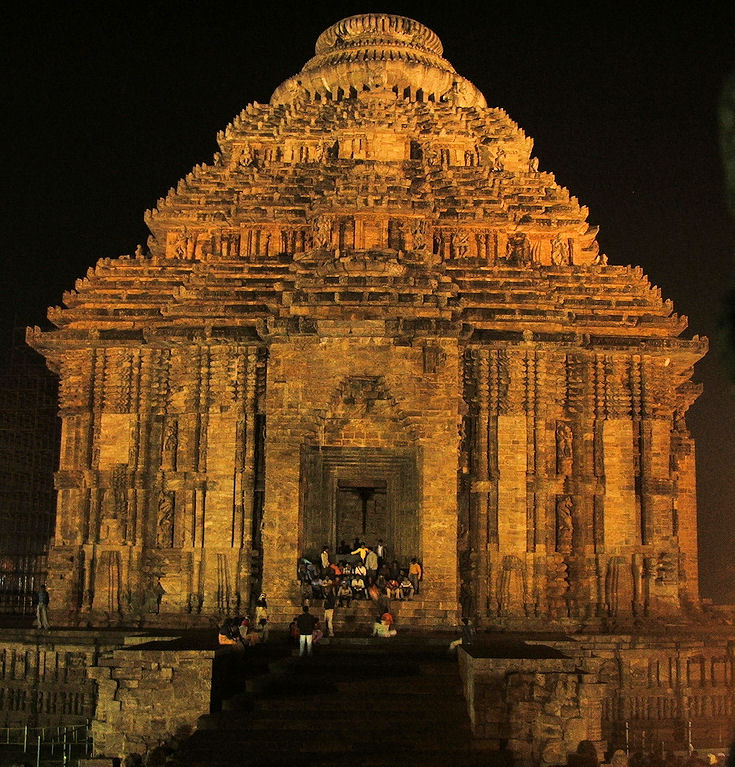
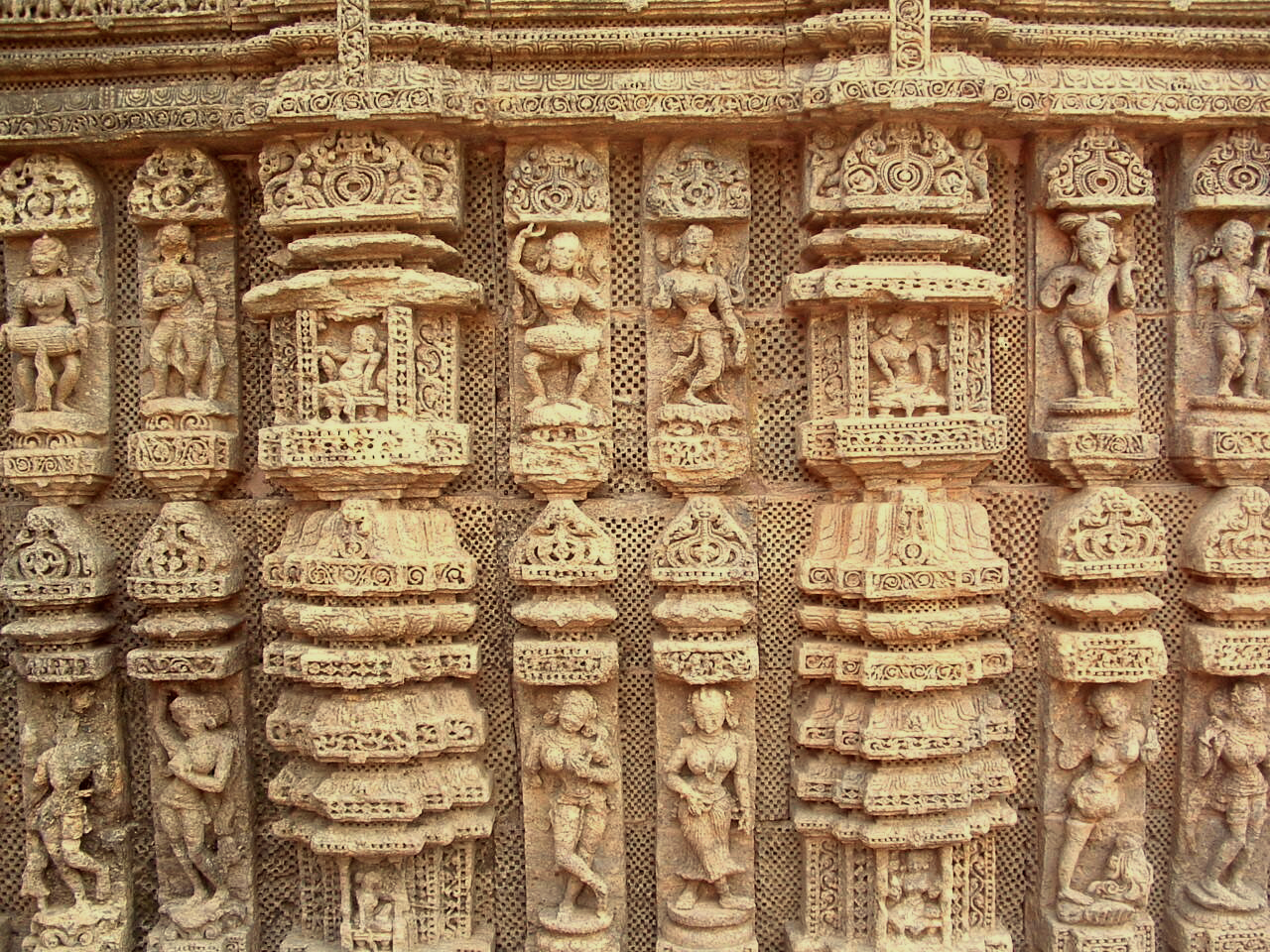